# Юрій Гедигольд
Юрій Гедигольд герба Леліва (також Дедиголд, Кдиголд, Ґедиґольд, Гедиго́вт, лит. Jurgis Gedgaudas; пом. близько 1435) — литовський боярин і дипломат часів Вітовта та Свидригайла. Воєвода київський до 1411 року, з 1415 року староста подільський, воєвода віленський — з 1425 року (або раніше) до 1432 р.

## Біографія
У джерелах вперше згадується в 1401 році як маршалок дворний великого князя литовського Вітовта. Батьком Юрія був Кайлікін (Гайлікін), рідним братом — Альберт (Войтех) Монивид.
За його участі було побудовано замок Каравул неподалік Рашкова (тепер Молдова).
Як свідок Гедигольд підписав акти Віленської-Радомської унії 1401 року і Торуньського миру 1411 року. У 1415 році був у складі литовської делегації на Констанцькому соборі. З 1425 року після смерті брата Войтеха Монивида посів уряд воєводи віленського. У 1429 році був послом від Вітовта до польського короля Владислава ІІ Ягайла стосовно корони для Вітовта.
Після смерті Вітовта у 1430 році у війні за владу у Великому князівстві Литовському між Свидригайлом і Сигізмундом Кейстутовичем, підтримав спочатку першого. Був серед небагатьох, з ким після невдалої спроби вбивства утік до Полоцька Свидригайло. У битві під Ошмянами 8 грудня 1432 р. потрапив у полон до Сигізмунда і позбавлений посади воєводи віленського. Пізніше визнав владу Сигізмунда, виступав свідком на його документах як пан на Вишневе до 1435 року, після 9 червня 1435 в документах не згадується.
Посідав маєтності у Крево та Ошмянах. У 1413—1414 роках заснував поселення Скірснемуне, яке з 1504 року було названо на честь засновника — Гедігаудішкіс, з 1599 року — Гелгаудішкіс.
Похований разом з братом у родинній каплиці Віленськії латинської катедри, відомій як Монивидівська.
Був одружений з Анастасією, від якої мав сина Петра Сенька Гедигольдовича.